# Міф про печеру

Міф про печеру

Міф про печеру (або «Платонівська печера», «Алегорія печери») — знаменита алегорія, використана Платоном у трактаті «Держава» для пояснення свого вчення про ідеї. Вважається наріжним каменем платонізму та об'єктивного ідеалізму в цілому. Викладена у формі діалогу між Сократом і братом Платона Главконом.

## Основна ідея
Нефілософи прирівнюються до в'язнів у печері, які можуть дивитися тільки в одному напрямку, оскільки вони прив'язані до чогось. Позаду них горить вогонь, а перед ними виступає стіна. Між ними та стіною немає нічого, вони там бачать тільки власну тінь та тіні речей, які проносять між їхньою спиною та вогнем. В'язні змушені вірити в реальність цих тіней, більше того, вони не мають уявлення щодо причин тіней. Врешті-решт одному із в'язнів вдається втекти з печери. Вперше він може побачити у світлі сонця правдиві речі і усвідомлює, що був обдурений тінями. Якщо він є філософом, він повинен повернутися в печеру та звільнити всіх інших в'язнів. Проте, оскільки він буде осліплений сонцем, не зможе добре розрізняти тіні та його не будуть сприймати інші в'язні. Інколи в царстві явищ можна знайти також близькі до царства ідей явища, наприклад, геометричні форми.
Для Платона печера являє собою чуттєвий світ, у якому живуть люди, подібно в'язням печери, вони вважають, що завдяки органам чуття пізнають справжню реальність. Однак таке життя — всього лише ілюзія. Від істинного світу ідей до них доходять лише неясні тіні. Філософ може отримати повніше уявлення про світ ідей, постійно ставлячи собі питання і шукаючи на них відповіді. Однак безглуздо намагатися поділитися отриманим знанням із натовпом, який нездатен відірватися від ілюзій повсякденного сприйняття.

## Фрагмент притчі
- Зробивши це, — сказав я, уподібни, будь ласка, нашу людську природу з огляду на розмову культуру і її відсутність ось до якого стану… Уяви собі, що люди ніби перебувають у підземному, подібному до печери помешканні, до якого на всю ширину печери веде відкритий для світла вхід. Люди сидять тут ще з дитинства, мають скуті кайданами ноги й шию, тож рушитися з місця вони не можуть і дивляться лише просто себе, бо повернути голову їм не дозволяють кайдани. Згори і здалеку падає на них світло вогню, до якого вони обернені плечима, а між вогнем і кайданниками проходить вгорі дорога, паралельно до якої, уяви собі, вибудуваний невисокий мур, що нагадує перегородку, яку штукарі встановлюють перед глядачами, і над якою показують своє мистецтво.
- Уявляю, — мовив Главкон.
- Тоді уяви собі, що уздовж цього муру люди носять всілякі витвори, тримаючи їх так, щоб вони були видні зверх огорожі: тут і статуї, і всілякі зображення інших живих істот, виконані з каменю і дерева. І, певна річ, що одні люди при цьому розмовляють, інші — мовчать.
- Дивний же ти малюєш образ і дивних кайданників! — вигукнув він.
- Подібних до нас, — сказав я. — Бо, передовсім, невже ти думаєш, що такі люди могли б бачити ще щось — своє чи чуже, окрім тіней, які кидає вогонь на протилежну стіну печери?
- Як вони можуть бачити щось інше, коли все життя ніхто з них голови не поверне?
- А якщо йдеться про речі, які проносять за муром? Хіба не так само?
- Та так.
- І якби вони могли розмовляти один з одним, то як, на твою думку, чи не були б вони впевнені, що назвами окреслюють саме те, що мають перед собою, що бачать?
- Безперечно

## У художній літературі
Іспанський письменник Хосе Карлос Сомоса побічно торкається платонівської алегорії печери та розвиває теорію Платона про світ ідей у своєму романі «Печера ідей», який 2002 року здобув Золоту Даггерівську премію, як найкращий детективний роман.